# 今井雅巳
今井 雅巳（いまい まさみ、1972年7月8日 - ）は、日本の経済学者。ウェズリアン大学教授。グローバル・スタディーズ・センター（Fries Center for Global Studies）のディレクターを務めている。また、世界銀行の客員ポジションも兼任している。

## 経歴
今井はウィスコンシン大学オークレア校で学士号を取得し、カリフォルニア大学デービス校で博士号を取得した。彼は、アメリカ経済学会、アメリカ金融学会、比較経済学会、金融仲介研究学会、ジャパン・エコノミック・セミナーの会員でもある。

## 研究
今井の研究は、American Economic Journal、Journal of Money, Credit, and Banking、Journal of Law and Economics、Public Choice、Journal of Banking and Finance、Explorations in Economic History、Asian Economic Journalなどの学術誌に掲載されている。彼の研究テーマは、日本の銀行制度と政治経済、ならびに日本の金融史に関するものである。